# Медвідь Євген Віталійович
Євге́н Віта́лійович Медві́дь (нар. 27 січня 2005, Чернівці, Україна) — український актор театру і кіно. Відомий завдяки головним ролям у телесеріалах «Прикордонники» (2024) та «Тримайся, братику» (2025), а також участі у повнометражному фільмі «Песики».

## Біографія
Народився 27 січня 2005 року в місті Чернівці.
У 2021 році закінчив медичний ліцей у Чернівцях. Згодом переїхав до Києва, де вступив до Київської муніципальної академії естрадного та циркового мистецтва на спеціальність «актор театру та кіно» (творча майстерня В. Штефюк).
З 2023 року працює керівником театрального гуртка «Libertas» в освітньому закладі, де викладає основи акторської майстерності дітям і підліткам.

## Кар'єра
Євген Медвідь розпочав кар'єру в кіно у 2023 році. Його дебютною роботою стала роль у телесеріалі «Прикордонники» (2024). У 2025 році виконав головну роль у серіалі «Тримайся, братику», а також знявся у повнометражному фільмі «Песики».

## Фільмографія
| Рік  | Назва             | Роль                  | Формат     | Примітки |
| ---- | ----------------- | --------------------- | ---------- | -------- |
| 2024 | Прикордонники     | головна роль (Петро)  | телесеріал |          |
| 2025 | Тримайся, братику | головна роль (Микола) | телесеріал |          |
| 2025 | Песики            | (Епізод)              | фільм      |          |

## Освіта
- Медичний ліцей, Чернівці (2021)
- Київська муніципальна академія естрадного та циркового мистецтва — актор театру та кіно